# L’OCCITANE en Provence
A L’OCCITANE en Provence, vagy gyakrabban használt nevén L'OCCITANE egy 1976-ban Olivier Baussan által alapított, Dél-Franciaországból származó natúrkozmetikai cég, amelynek mára világszerte több mint 2000 üzlete van. Magyarországra a 2000-es évek elején érkezett meg, és mára 7 márkabolttal van jelen – ebből 6 Budapesten, míg 1 Szegeden található.
Alapítása óta a L'OCCITANE egyszerű, egyértelmű értékeket követ: eredetiség, a hagyományok iránti tisztelet és az érzékek kényeztetése. Ennek szellemében kínál a fitoterápia és az aromaterápia alapelvein nyugvó, magas minőségű, természetes alapanyagokból készült arcápoló és testápoló termékeket, valamint eau de toilette-ket. Az összetevők főként a mediterrán régióból származnak, ez alól kivétel a shea vaj, melyet fair trade keretek között Burkina Fasóból szerez be a vállalat.